# Elektroniczna przetwornica częstotliwości
Elektroniczna przetwornica częstotliwości to układ elektroniczny służący do zamiany częstotliwości energii elektrycznej na inną (żądaną). Zbudowana jest z zasilacza-prostownika jednofazowego (230 V) lub trójfazowego (400 V), falownika składającego się najczęściej z elementów mocy oraz z części sterującej.

## Zasada działania
Przemienne napięcie zasilające jest prostowane w zasilaczu (energia składowana jest w kondensatorach elektrolitycznych dużej pojemności), następnie napięcie to przekazywane jest do falownika składającego się z układów wykonawczych-tranzystorów lub częściej zespołów tranzystorów IGBT.
Układ sterujący ma za zadanie regulować częstotliwość wyjściową przetwornicy impulsowej, nadzorować takie parametry pracy jak prąd obciążenia, czas narastania i opadania częstotliwości i napięcia wyjściowego oraz współczynnik mocy odbiornika.
Wszystkie przetwornice częstotliwości, niezależnie od rozwiązań układowych, mają układ wytwarzający sygnały kształtujące przebiegi wyjściowe U, V, W. W zależności od zastosowanej metody otrzymywania napięcia wyjściowego, przetwornice te dzielimy na przetwornice:
- ze źródłem prądowym (CSI),
- z modulacją amplitudy (PAM),
- z modulacją szerokości impulsu (PWM).

Przetwornica powinna posiadać funkcje, które umożliwiają pracę w najtrudniejszych warunkach, takich jak niskie częstotliwości wyjściowe i zmienne obciążenie silnika, aby możliwa była praca w całym zakresie prędkości obrotowych. Takie funkcje nazywamy kompensacjami, np.:
- kompensacja rozruchu i napięcia rozruchu,
- kompensacja częstotliwości początkowej,
- kompensacja poślizgu,
- kompensacja napięcia wyjściowego w funkcji obciążenia,
- kompensacja strumienia w niedowzbudzonym silniku,
- kompensacja składowej magnesującej prądu obwodowego wirnika.

Kompensacja rozruchu i napięcia rozruchu ma za zadanie zapewnić optymalny strumień magnesujący wirnika lub strumień w szczelinie i maksymalny moment początkowy przy pracy z niskimi prędkościami za pomocą zwiększenia wartości napięcia wyjściowego przy niskich częstotliwościach. Kompensacja poślizgu jest funkcją, która umożliwia stabilną pracę układu napędowego w całym zakresie prędkości obrotowej z wykluczeniem częstotliwości rezonansowych. Polega na kontrolowaniu poślizgu przez zwiększanie częstotliwości, proporcjonalnie do składowej czynnej. Kompensacja napięcia wyjściowego w funkcji obciążenia polega na dopasowaniu napięcia wyjściowego przetwornicy do zmieniających się warunków obciążenia. Metoda ta powinna być stosowana tylko w czasie rozruchu silnika, gdy częstotliwość jest niska. Kompensacja pozwala na maksymalne wykorzystanie właściwości dynamicznych silnika.

## Zastosowanie
Regulacja prędkości obrotowej silników elektrycznych, układy nagrzewania powierzchniowego metali.